# Diatrypella decorata
Diatrypella decorata är en svampart som tillhör divisionen sporsäcksvampar, och som beskrevs av Theodor Rudolph Joseph Nitschke. Diatrypella decorata ingår i släktet Diatrypella, och familjen Diatrypaceae. Arten är reproducerande i Sverige.